# Зубанич Василь Іванович
Васи́ль Іва́нович Зуба́нич (нар. 9 лютого 1983) — бригадний генерал Збройних сил України. Командувач 10-го армійського корпусу (??? — лютий 2024), заступник командувача Об'єднаних сил (2022), командир 10-ї окремої гірсько-штурмової бригади (2015—2020). Герой України (2015).

## Життєпис
Закінчив Одеський інститут сухопутних військ (2000).
Після цього служив у 24-й окремій механізованій бригаді (м. Яворів, Львівська область), згодом — у 15-му окремому гвардійському гірсько-піхотному батальйоні (м. Ужгород, Закарпатська область) 128-ї окремої гірсько-піхотної бригади на посадах: командир роти, начальник штабу батальйону, від кінця 2013 року — командир батальйону.

### Російсько-українська війна
Василь Зубанич перебував у районі бойових дій із травня 2014 року. На початок антитерористичної операції (АТО) був командиром 15-го окремого гвардійського гірсько-піхотного батальйону (Ужгород) 128-ї окремої гірсько-піхотної бригади. Брав участь у боях за Новоганнівку, Нижнє Тепле, Станицю Луганську, Макарове, Щастя, Луганський аеропорт, Дебальцеве та інші населені пункти Луганської та Донецької областей. Особисто виконував завдання на мобільних пересувних блокпостах, супроводжував колони та вантажі для військ і сил АТО. 
У складі штурмової групи тактичної групи «Північ» здійснював прорив до Луганського аеропорту для подальшого прикриття та забезпечення відходу підрозділів з оточення. Під час бою зазнав осколкового та вогнепального поранення. Попри це відмовився від госпіталізації й далі керував діями підрозділу, тим самим піднявши бойовий дух і моральний стан військовослужбовців. З листопада 2014 року виконував завдання на Дебальцевському напрямку.
23 березня 2015 року підполковникові Зубаничу присвоєне звання Герой України з врученням ордена «Золота Зірка».
Наприкінці 2015 року призначений командиром новоствореної 10-ї окремої гірсько-штурмової бригади (Коломия). Командував бригадою до 27 листопада 2020 року.
У березні 2022 року призначений заступником командувача угруповання Об'єднаних сил, 23 березня 2022 року присвоєне військове звання бригадний генерал.
У червні — серпні 2022 року очолював тактичну групу, яка вела важкі оборонні бої в районі Сєвєродонецька і Лисичанська.
10 лютого 2024 звільнений з посади командувача 10-го армійського корпусу.

## Державні нагороди
- Звання Герой України з врученням ордена «Золота Зірка» (23 березня 2015) — за виняткову особисту мужність і героїзм, виявлені у захисті державного суверенітету та територіальної цілісності України[5]
- Медаль «За військову службу Україні» (6 грудня 2012) — за значний особистий внесок у зміцнення обороноздатності Української держави, зразкове виконання військового обов'язку, високий професіоналізм та з нагоди Дня Збройних Сил України[6]